# ليزا ديلون
ليزا ديلون (بالإنجليزية: Lisa Dillon)‏ هي ممثلة بريطانية، ولدت في 1979 في كوفنتري في المملكة المتحدة.

## أعمال

### أفلام
- (2015) سافرجت[6][7][8]

## وصلات خارجية
- ليزا ديلون على موقع IMDb (الإنجليزية)
- ليزا ديلون على موقع ألو سيني (الفرنسية)
- ليزا ديلون على موقع ميوزك برينز (الإنجليزية)
- ليزا ديلون على موقع قاعدة بيانات الفيلم (الإنجليزية)
- ليزا ديلون على موقع كينوبويسك (الروسية)